# Vrakhonisís Spalathronísi
Vrakhonisís Spalathronísi (Salaphtonisi Islet) är en ö i Grekland.   Den ligger i regionen Attika, i den sydöstra delen av landet, 50 km sydväst om huvudstaden Aten.
Terrängen på Vrakhonisís Spalathronísi är varierad. Öns högsta punkt är 19 meter över havet. 